# Carico massimale
Il carico massimale, in inglese one-repetition maximum (lett. "massimo di una ripetizione"), comunemente abbreviato in 1-RM, è il massimo peso che può essere sollevato da un soggetto per una singola ripetizione in un determinato esercizio, ed è un parametro applicato nell'esercizio con sovraccarichi o con i pesi (resistance training) per indicare la forza massimale dinamica. 
Esso può essere applicato negli sport con sovraccarichi (powerlifting, weightlifting, bodybuilding) per misurare la forza massima di un individuo, ed è il metodo per determinare il vincitore nelle competizioni di powerlifting e weightlifting (sollevamento pesi). Il parametro può essere anche utilizzato per associare un determinato carico alla percentuale sul 100% di 1-RM, al fine di determinare lo specifico carico in un esercizio. La percentuale di 1-RM viene comunemente riconosciuta con l'ulteriore parametro scientifico denominato intensità, in genere utilizzato nelle ricerche scientifiche e come riferimento negli sport con i pesi.

## Definizione

### 1-Repetition maximum
Il 1-Repetition maximum è un parametro che misura e registra la forza dinamica tramite il massimo carico che un muscolo o un gruppo muscolare può sollevare in un dato esercizio per una sola ripetizione con una corretta tecnica esecutiva. Più comunemente, il 1-Repetition maximum (1-RM) viene utilizzato negli sport di forza e potenza muscolare, ovvero powerlifting e weightlifting, ma esso è ampiamente applicato anche come parametro in altre attività con i pesi come nel bodybuilding e nel bodyfitness, in cui, nonostante il fine primario non sia strettamente quello dell'aumento della forza massima o della prestazione in sé, esso assume un ruolo importante per stabilire il miglioramento degli adattamenti muscolari, legati indirettamente anche al guadagno di ipertrofia o volume muscolare. L'esercizio con i pesi per sviluppare la forza massimale richiede il sollevamento di carichi pesanti, che in termini percentuali spaziano da circa l'85 al 100% di 1-Repetition maximum, per un numero basso di ripetizioni massime (RM) tra circa 1 e 6.
Un altro modo per misurare i progressi nella forza massima è testare periodicamente l'1-RM sugli esercizi che vengono eseguiti comunemente. L'1-RM è il più alto carico che può essere sollevato per una ripetizione mantenendo la corretta tecnica e il range di movimento dell'esercizio. Se un carico pesante può essere sollevato solo per una parte limitata del range di movimento (ROM) senza riuscire ad eseguire una ripetizione completa, questo non sarà equivalente al 1-RM, ma corrisponderà ad un carico sovramassimale, cioè che supera il 100% di 1-RM.

#### Test 1-RM
Per testare l'1-RM l'esecutore inizia con un peso leggero svolgendo 10 ripetizioni come riscaldamento. Successivamente incrementa progressivamente il carico con il passare delle serie eseguendo per ognuna di queste una sola ripetizione, fino a quando non trova il carico massimo che può permettere l'esecuzione di una ripetizione massima in maniera corretta. Si potrebbe trovare il carico specifico in circa 5-6 serie totali. Per stabilire questo parametro, è necessario eseguire abbastanza serie da poter scaldare sufficientemente i muscoli, ma non troppe da poter affaticare il muscolo in modo che la prestazione, e quindi l'individuazione del 1-RM, venga alterata o compromessa. Il tempo di recupero tra le serie del test non deve durare meno di 3 minuti, per poter consentire di riaccumulare i fosfati muscolari (ATP, e creatinfosfato) spesi nella prestazione, e quindi non accusare, almeno sul breve termine, un calo della forza. Se non si riesce a mantenere la tecnica corretta e il range di movimento completo durante l'esercizio, l'individuazione del 1-RM viene ritenuto non valido. Inoltre, quando si solleva un carico massimale, vicino al massimale, o peggio sovramassimale, il rischio infortuni aumenta notevolmente. Per questo motivo è necessaria l'assistenza di uno spotter (assistente).
Il riconoscimento del 1-RM richiede che il test venga ripetuto periodicamente per assicurare che il carico sollevato nell'allenamento sia adeguato, al fine di massimizzare i miglioramenti sullo sviluppo della forza massima. Questo può essere più adatto per gli atleti di forza, perché il test frequente è necessario per misurare i progressi dell'atleta e prevedere la prestazione nella competizione. I pesisti olimpici dovrebbero usare il test 1-RM regolarmente, perché l'abilità nel sollevamento è la principale componente richiesta in questa attività con i pesi. I pesisti professionisti dovrebbero utilizzare delle precise misurazioni del carico nelle loro fasi di allenamento. Anche i powerlifter (sollevatori di potenza), cioè l'altra categoria degli atleti di forza negli sport con i pesi, usano questo metodo, perché la finalità del loro sport è proprio quella di sollevare il massimo carico che può essere permesso con 1-RM, su specifici esercizi quali panca piana, squat, e stacco da terra. Molti powerlifter si allenano con carichi leggermente inferiori basati sulla percentuale del loro 1-RM, da cui risalgono a quest'ultimo dato prevedendo il carico relativo al 1-RM. Tuttavia, la percentuale di 1-RM non permette che possa essere individuato in maniera troppo precisa l'1-RM, ma rimane una stima e può variare in base al grado di esperienza, ai gruppi muscolari specifici, e gli esercizi o gli attrezzi specifici.
Per eseguire nuovamente il test 1-RM dopo la prima volta, al fine di misurare i guadagni nella forza massimale, si inizia con una serie di riscaldamento con un carico relativo al 60% di 1-RM precedente. Poi si eseguono altre 4 serie, ciascuna delle quali prevede l'utilizzo di un carico relativo rispettivamente all'80, 85, 90, e 95% di 1-RM. Dopo questo gruppo di serie in cui il carico viene aumentato progressivamente, si prova un nuovo record personale basato su quanto duramente viene percepito il carico al 95% di 1-RM. Se questo 95% viene sollevato in maniera relativamente facile, si può provare ad aumentare di circa 5 kg il carico relativo al 1-RM precedentemente stabilito. Se il 95% invece appare più duro, si può provare ad aumentare il carico di 1 kg o 2,5 kg rispetto al precedente 1-RM. Per quanto riguarda i principianti, questi possono effettuare il test 1-RM periodicamente per i primi 6-12 mesi di allenamento. Dopo questo periodo, i guadagni della forza rallentano, quindi il test può essere svolto ogni 2-3 mesi.
Non tutti gli atleti necessitano nel test 1-RM. Se l'attività con sovraccarichi non richiede un particolare sviluppo della forza massima, non ci sarebbe motivo di stabilirlo, correndo l'inutile rischio di accusare infortuni, maggiormente accentuato dal fatto di non essere abituati all'uso di carichi vicini al massimale. Può essere il caso di molti bodybuilder e degli entusiasti del fitness, un'ulteriore categoria di atleti di resistenza (Resistance training), per i quali effettuare il test 1-RM non è conveniente, e spesso è difficilmente praticabile. Effettivamente sarebbe necessario troppo tempo per stabilire questo dato, anche a causa del fatto che queste attività prevedono molti più esercizi. Inoltre, molti degli esercizi previsti in questo caso non possono essere svolti in un contesto massimale, o perlomeno perderebbe senso stabilirli. Potrebbe essere il caso dei cavi, delle macchine isotoniche, o degli esercizi monoarticolari di isolamento. Anche se esistono delle tabelle che in teoria consentono di stimare l'1-RM in base al numero di ripetizioni massime eseguite su un esercizio, queste non sono molto accurate. Per i bodybuilder e bodyfitness, l'"RM target zone" può essere il test più indicato.

### Repetition maximum
A sua volta può essere riconosciuto un ulteriore metodo alternativo più generico, il Repetition maximum (RM), che indica il massimo peso che può essere sollevato per un determinato numero di volte. DeLorme e Watkins furono i primi ad applicare il concetto di RM nel 1948 per definire le resistenza che poteva permettere il sollevamento di uno specifico numero di ripetizioni. Con questo metodo, il soggetto solleva un carico che può permettere un determinato range di ripetizioni massime (RM).
Ad esempio, se un atleta solleva 80 Kg su panca piana per 5 volte senza riuscire ad eseguire alcuna ripetizione aggiuntiva (raggiungendo quindi il cedimento muscolare alla 5ª ripetizione), i 5-RM dell'atleta su panca piana corrispondono al carico specifico di 80 Kg. Dopo alcuni allenamenti l'atleta è in grado di aumentare la capacità di sollevare tale carico per più ripetizioni massime, oppure è in grado di sollevare più carico (ad esempio 90 Kg) svolgendo lo stesso numero di RM. In questo caso l'atleta ha incrementato la sua forza massimale, quindi si può dire che ha aumentato i suoi "5-RM". Come il carico aumenta, il numero di ripetizioni che l'atleta può eseguire diminuisce, fino a che non si raggiunge il 1-RM. Al contrario, più il carico sarà leggero, più l'atleta sarà in grado di aumentare le ripetizioni massime.
Un altro comune metodo è chiamato RM target zone, cioè zona bersaglio delle ripetizioni massime. Esso consiste nell'assegnare un range definito di ripetizioni massime, come può essere "3-RM", "5-RM", o "10-RM". Quando viene prescritta una zona bersaglio, l'atleta utilizza il più alto carico che può permettergli il numero di ripetizioni previste in quel range.
L'assegnazione di questi metodi può essere problematica per alcuni principianti, perché impone di raggiungere il cedimento muscolare, una soglia più difficile da raggiungere o riconoscere per questo tipo di soggetti.

### Percentuale di 1-Repetition maximum (% 1RM)
L'associazione tra l'1-RM e l'RM è stato definito percentuale di 1-RM (% 1-RM). L'utilizzo di un carico può essere stabilito applicando la percentuale di 1-RM, o uno specifico range di ripetizioni massime compiute. Se ad esempio un atleta riesce a sollevare 100 Kg su panca piana per una ripetizione al massimo (1 RM), questi 100 Kg rappresentano il 100% dell'intensità (100% 1 RM), e quindi l'intensità assoluta. Se il carico viene ridotto del 20% (80 Kg), l'intensità scende all'80% di una ripetizione massima (1 RM), e si traduce in una capacità di sollevare il carico per più ripetizioni. A sua volta, per ogni intensità relativa (o percentuale di carico) corrisponde una stima approssimativa del numero di ripetizioni che si riescono ad eseguire, naturalmente in condizioni di non affaticamento. Ad esempio si può stimare che un carico relativo all'80% del massimale possa permettere di eseguire al massimo 8 ripetizioni massime a cedimento (RM). È importante sottolineare che la correlazione tra ripetizioni massime (RM) e la percentuale di 1-RM (% 1-RM) può largamente dipendere dal grado di allenamento del soggetto e dagli esercizi usati.
Correlazione tra ripetizioni massime e intensità come percentuale di 1RM:
- 100% 1RM = 1 ripetizione massima
- 95% 1RM = 2 ripetizioni massime
- 93% 1RM = 3 ripetizioni massime
- 90% 1RM = 4 ripetizioni massime
- 87% 1RM = 5 ripetizioni massime
- 85% 1RM = 6 ripetizioni massime
- 83% 1RM = 7 ripetizioni massime
- 80% 1RM = 8 ripetizioni massime
- 77% 1RM = 9 ripetizioni massime
- 75% 1RM = 10 ripetizioni massime
- 70% 1RM = 11 ripetizioni massime
- 67% 1RM = 12 ripetizioni massime
- 65% 1RM = 15 ripetizioni massime
- 60% 1RM = 20 ripetizioni massime

*Queste percentuali possono variare molto leggermente (±0.5-2.0%) in base allo stato di allenamento del soggetto.

### Raccomandazioni
- I carichi ad alta intensità (>90% 1-RM) dovrebbero essere usati per i guadagni della forza con esercizi multiarticolari ai pesi liberi;
- Gli atleti dovrebbero testare regolarmente il loro 100% 1-RM, perché i cambiamenti nel test 1-RM hanno un'influenza sui carichi assoluti prescritti durante l'allenamento;
- Il numero di ripetizioni eseguite a una determinata percentuale di 1-RM è dipendente dalla massa muscolare coinvolta (più massa muscolare permette più ripetizioni a cedimento a parità di % 1-RM);

### Limitazioni delle stime nella relazione tra RM e %1-RM
Mentre la relazione tra ripetizioni massime (RM) e percentuale di 1-RM (% 1-RM) può essere un metodo efficace per prescrivere l'intensità nel Resistance training (l'esercizio con sovraccarichi), è importante considerare le diverse limitazioni che possono influenzare negativamente questa stima.
- Anche se c'è una correlazione tra le ripetizioni massime possibili e la % 1-RM, diversi studi suggeriscono che questa relazione non è precisa come si crede.[10][11][12]
- Lo stato di allenamento sembra influenzare la relazione tra % 1-RM e ripetizioni massime, riconoscendo che gli atleti allenati sono capaci di eseguire più ripetizioni massime a parità di % 1-RM[11].
- Quando si applica la relazione tra % 1-RM e ripetizioni massime, è importante considerare che il numero di ripetizioni massime eseguite ad una specifica % 1-RM sono correlate ad una singola serie e non alle serie multiple (un gruppo di serie). La fatica accumulata durante le serie multiple causa una riduzione nel numero delle ripetizioni che possono essere eseguite nelle serie successive, alterando la relazione tra % 1-RM e ripetizioni massime[13] (questo avviene soprattutto con tempi di recupero incompleti[14]).
- Il numero di ripetizioni in base all'intensità relativa è largamente condizionato dal parametro Speed of movement. A parità di carico, i movimenti più lenti impongono la capacità di sollevare lo stesso per meno ripetizioni[15][16]. Quindi un andamento delle ripetizioni rallentato, molto comune nel bodybuilding, non consente di stimare o risalire all'intensità relativa o la percentuale di 1-RM.
- La relazione tra % 1-RM e ripetizioni massime è in gran parte basata su ricerche scientifiche che testavano la panca piana, lo squat e la girata al petto. Questa correlazione non può essere applicata allo stesso modo in tutti gli esercizi in quanto è stato rilevato un diverso numero di ripetizioni massime a parità di % 1-RM su diversi esercizi[12][17].
- La modalità di esercizio con sovraccarichi condiziona il numero di ripetizioni che possono essere eseguite ad una determinata % 1-RM[18][19]. In generale, più ripetizioni riescono ad essere svolte ad una precisa percentuale sulle macchine con sovraccarichi, e meno sui pesi liberi. Per quanto riguarda i pesi liberi, meno ripetizioni riescono ad essere svolte negli esercizi con movimenti indipendenti degli arti (manubri) rispetto a quelli in cui entrambi gli arti concorrono nel sollevare lo stesso carico (bilancieri).
- A parità di % 1-RM, maggiori ripetizioni possono essere eseguite sugli esercizi fondamentali rispetto agli esercizi complementari[12].
- A parità di % 1-RM, maggiori ripetizioni possono essere eseguite sugli esercizi che coinvolgono più gruppi muscolari o maggiori masse muscolari[12][17].
- L'ordine degli esercizi può influire sul numero di ripetizioni che possono essere eseguite ad una determinata % 1-RM. Indipendentemente dal fatto che sia un esercizio fondamentale o complementare, svolgere un esercizio alla fine dell'allenamento risulta in un decremento del numero di ripetizioni massime.

## Altri parametri di allenamento
- Intensità
- Volume
- Densità
- Frequenza
- Time Under Tension
- Speed of movement
- Tempo di recupero
- Periodizzazione